# Michele Škatar
Michele Škatar (Kopar, 30. prosinca 1985.), hrvatsko-talijanski je rukometaš.
U svojoj karijeri igrao je u hrvatskoj, talijanskoj, njemačkoj i francuskoj ligi.
Finalist Hrvatskog Kupa 2002./03., u Italiji osvojio je Handball Trophy 2004./05., prvenstvo do 21 sezone 2005./06. i okrunio se naslovom najboljeg strijelca 'Serie A' 2005./06. Također, bio je finalist Prvenstva i Kupa Italije 2004./05. 
Natjecao se na Sredozemnim igrama 2005., 2009., 2013. i 2018. godine.

## Handball-Bundesliga
Dobre igre posljednjih godina omogućile su mu pristup najjačoj svjetskoj rukometnoj ligi gdje je pod vodstvom hrvatskog stratega Velimira Kljaića nastupao za TuS Nettelstedt-Lübbecke. U Njemačkoj se okitio naslovom prvaka 2. Handball-Bundeslige 2008./09. U svibnju 2010. potvrđen je dolazak ponajboljeg strijelca i, službeno proglašenog, najboljeg desnog beka Druge francuske lige u redove prvoligaša Nantesa. S Nantesom, sezone 2012./13., Škatar uspijeva izboriti dva značajna finala, francuskog Liga kupa i europskog klupskog natjecanja: Kupa EHF.

## Klupska karijera
Igrao za klubove: 
- SSV Bozen Handball (02/2021.- )
- Soultz Bollwiller Handball (2020. – 01/2021.)
- Strasbourg Eurométropole (2017. – 2020.)
- Montélimar Cruas Handball (2016. – 2017.)
- Cesson Rennes (2014. – 2016.),
- Handball Carpi (2014.)
- HBC Nantes (2010. – 2014.)
- Mulhouse (2009. – 2010.)
- TuS Nettelstedt-Lübbecke (2007. – 2009.)
- TSG Friesenheim (2006. – 2007.)
- Pallamano Trieste (2004. – 2006.)
- RK Umag (1999. – 2004.)

## Vanjske poveznice
- https://www.handzone.net/asp.net/main.news/news.aspx?id=64859
- http://www.figh.it/home/news/13804-proligue-promozione-michele-skatar.html  Arhivirana inačica izvorne stranice od 28. svibnja 2018. (Wayback Machine)
- http://www.figh.it/home/news/13886-italia-aggiudica-adriatic-cup.html  Arhivirana inačica izvorne stranice od 12. lipnja 2018. (Wayback Machine)
- [neaktivna poveznica]
- https://web.archive.org/web/20160304202825/http://www.handseven.fr/A-Hamad-dans-le-7-majeur-de-la-D2-_a1315.html